# Pelastoneurus flavicornis
Pelastoneurus flavicornis är en tvåvingeart som beskrevs av Meijere 1916. Pelastoneurus flavicornis ingår i släktet Pelastoneurus och familjen styltflugor. Inga underarter finns listade i Catalogue of Life.